# Wasenberg (Willingshausen)
Wasenberg ist der größte Ortsteil und Sitz der Gemeindeverwaltung der Gemeinde Willingshausen im nordhessischen Schwalm-Eder-Kreis.

## Geographie
Das Haufendorf liegt im Süden der Schwalm am Leimbach. Im Ort treffen sich die Landesstraßen 3263 und 3145.

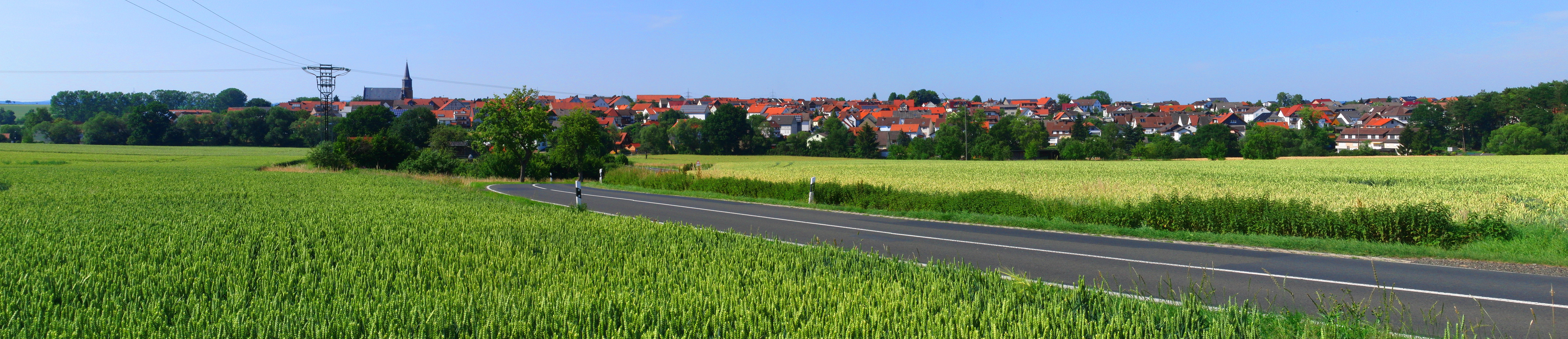
Panorama von Wasenberg

## Geschichte
Die älteste bekannte schriftliche Erwähnung von Wasenberg erfolgte unter dem Namen Wasenberg im Jahr 1290  in einer Urkunde des Klosters Haina.
Zum 1. Januar 1974 wurde die bis dahin selbständige Gemeinde Wasenberg im Zuge der Gebietsreform in Hessen kraft Landesgesetz mit weiteren Gemeinden und der am  31. Dezember 1971 gebildeten Gemeinde Antrefftal zu einer neuen Großgemeinde mit dem Namen Willingshausen zusammengeschlossen. Für alle ehemals eigenständigen Gemeinden von Willingshausen wurde je ein Ortsbezirk mit Ortsbeirat und Ortsvorsteher nach der Hessischen Gemeindeordnung gebildet.

## Bevölkerung
Einwohnerstruktur 2011
Nach den Erhebungen des Zensus 2011 lebten am Stichtag, dem 9. Mai 2011, in Wasenberg 1512 Einwohner. Darunter waren 21 (1,4 %) Ausländer.
Nach dem Lebensalter waren 276 Einwohner unter 18 Jahren, 639 zwischen 18 und 49, 336 zwischen 50 und 64 und 258 Einwohner waren älter. Die Einwohner lebten in 630 Haushalten. Davon waren 159 Singlehaushalte, 159 Paare ohne Kinder und 240 Paare mit Kindern, sowie 63 Alleinerziehende und 9 Wohngemeinschaften. In 108 Haushalten lebten ausschließlich Senioren und in 428 Haushaltungen lebten keine Senioren.
Einwohnerentwicklung
| Quelle: Historisches Ortslexikon |                              |
| • 1502:                          | 42 Männer                    |
| • 1585:                          | 57 Hausgesesse               |
| • 1639:                          | 45 Männer, 5 Witwen          |
| • 1681:                          | 44 Hausgesesse, 8 Ausschuss  |
| • 1782:                          | 57 Wohnhäuser, 399 Einwohner |

| Wasenberg: Einwohnerzahlen von 1782 bis 2015 | Wasenberg: Einwohnerzahlen von 1782 bis 2015 | Wasenberg: Einwohnerzahlen von 1782 bis 2015 | Wasenberg: Einwohnerzahlen von 1782 bis 2015 | Wasenberg: Einwohnerzahlen von 1782 bis 2015 |
| --- | -------------------------------------------- | -------------------------------------------- | -------------------------------------------- | -------------------------------------------- |
| Jahr |                                              |                                              |                                              | Einwohner                                    |
| 1782 | 1782                                         |                                              | 399                                          | 399                                          |
| 1800 | 1800                                         |                                              | ?                                            | ?                                            |
| 1834 | 1834                                         |                                              | 616                                          | 616                                          |
| 1840 | 1840                                         |                                              | 670                                          | 670                                          |
| 1846 | 1846                                         |                                              | 740                                          | 740                                          |
| 1852 | 1852                                         |                                              | 812                                          | 812                                          |
| 1858 | 1858                                         |                                              | 769                                          | 769                                          |
| 1864 | 1864                                         |                                              | 812                                          | 812                                          |
| 1871 | 1871                                         |                                              | 765                                          | 765                                          |
| 1875 | 1875                                         |                                              | 737                                          | 737                                          |
| 1885 | 1885                                         |                                              | 825                                          | 825                                          |
| 1895 | 1895                                         |                                              | 842                                          | 842                                          |
| 1905 | 1905                                         |                                              | 875                                          | 875                                          |
| 1910 | 1910                                         |                                              | 901                                          | 901                                          |
| 1925 | 1925                                         |                                              | 1.000                                        | 1.000                                        |
| 1939 | 1939                                         |                                              | 1.071                                        | 1.071                                        |
| 1946 | 1946                                         |                                              | 1.583                                        | 1.583                                        |
| 1950 | 1950                                         |                                              | 1.635                                        | 1.635                                        |
| 1956 | 1956                                         |                                              | 1.471                                        | 1.471                                        |
| 1961 | 1961                                         |                                              | 1.397                                        | 1.397                                        |
| 1967 | 1967                                         |                                              | 1.444                                        | 1.444                                        |
| 1980 | 1980                                         |                                              | ?                                            | ?                                            |
| 1990 | 1990                                         |                                              | ?                                            | ?                                            |
| 2000 | 2000                                         |                                              | ?                                            | ?                                            |
| 2011 | 2011                                         |                                              | 1.512                                        | 1.512                                        |
| 2015 | 2015                                         |                                              | 1.464                                        | 1.464                                        |
| Datenquelle: Historisches Gemeindeverzeichnis für Hessen: Die Bevölkerung der Gemeinden 1834 bis 1967. Wiesbaden: Hessisches Statistisches Landesamt, 1968. Weitere Quellen: Gemeinde Willingshausen; Zensus 2011 |                                              |                                              |                                              |                                              |

Historische Religionszugehörigkeit
| Quelle: Historisches Ortslexikon |                                                                      |
| • 1861:                          | 770 evangelisch-reformierte, ein unierter Einwohner                  |
| • 1885:                          | 825 evangelische (= 100 %) Einwohner                                 |
| • 1961:                          | 1234 evangelische (= 88,33 %), 153 katholische (= 10,95 %) Einwohner |

Historische Erwerbstätigkeit
| • 1782: | 4 Schmiede, 4 Schneider, drei Leineweber, ein Wirt, ein Branntweinschenker, zwei Lohnschäfer, 6 Tagelöhner(-innen)                   |
| • 1838  | Familien: 54 Ackerbau, 18 Gewerbe, 35 Tagelöhner                                                                                     |
| • 1961  | Erwerbspersonen: 310 Land- und Forstwirtschaft, 297 produzierendes Gewerbe, 60 Handel und Verkehr, 43 Dienstleistungen und Sonstiges |

### Persönlichkeiten
- Jost Heinrich Knoch (1826–1890), Gutsbesitzer, Politiker und Abgeordneter des Kurhessischen Kommunallandtages

## Politik
Für Wasenberg besteht ein Ortsbezirk (Gebiete der ehemaligen Gemeinde Wasenberg) mit Ortsbeirat und Ortsvorsteher nach der Hessischen Gemeindeordnung.
Der Ortsbeirat besteht aus sieben Mitgliedern. Bei den Kommunalwahlen in Hessen 2021 betrug die Wahlbeteiligung zum Ortsbeirat 58,91 %. Es erhielten die SPD mit 48,74 % der Stimmen drei Sitze, die CDU mit 20,99 % zwei Sitze und die „Frei Fraktion Wasenberg“ mit 30,27 % zwei Sitze. Der Ortsbeirat wählte Hannes Schwalm zum Ortsvorsteher.

## Infrastruktur
Im Ort gibt es die Schwälmer Dom genannte evangelische Kirche mit 47 m hohem ortsbildprägenden Turm, ein Dorfgemeinschaftshaus (Haus der Generationen), einen Kindergarten, sowie viele aktive Vereine (unter anderen: Gesangverein, Kaninchenzuchtverein, Sportverein, Reservisten Kameradschaft, Oldtimer I.G., Freiwillige Feuerwehr, Burschenschaft, Landfrauenverein, Posaunenchor, DRK-Ortsverein Wasenberg). Eine Genossenschaft zum Zwecke der Wärmeversorgung wurde 2014 gegründet. Diese „Energie Wasenberg eG“ besteht aus 259 Genossenschaftsmitgliedern und hat mittlerweile 272 Gebäude an das eigens dafür errichtete „Nahwärmenetz“ angeschlossen. 